# エレクトリック・サン
エレクトリック・サン（Electric Sun）は、1978年にスコーピオンズを脱退後、ウリ・ジョン・ロートが結成したヘヴィメタル・バンドである。1979年から1985年の間に3枚のアルバムを録音した。
ファースト・アルバム『天地震動〜ジミ・ヘンドリックスの魂に捧ぐ』は1979年にリリースされ、ギタリストでボーカリストも務めるロート、ベーシストのウレ・リトゲン、そしてドラマーのクライヴ・エドワーズをフィーチャーしている。エドワーズはファースト・アルバムの録音直後に脱退した。
次のアルバム『ファイヤー・ウインド』は1981年に発表され、新しいドラマーのシダッタ・ゴータマをフィーチャーしていた。その後、バンドは数年にわたってツアーを行っている。最初の2枚のアルバムはトリオ形式だったが、3枚目のアルバムは、よりバンド的なプロジェクトとなった。かつてジェスロ・タルに在籍したベテラン・ドラマーであるクライヴ・バンカーが参加し、リトゲンはもちろん、ボーカリストのマイケル・フレクシグ、ゲスト・ボーカリストのニッキー・ムーアをはじめ、さまざまな歌手やオーケストラ・ミュージシャンも参加した。アルバムのもう一つの特徴は、ロートによるスカイ・ギターの発明であった。1983年からは、ドラマー兼パーカッショニストのサイモン・フォックスがクライヴ・バンカーと一緒に演奏した。
エレクトリック・サンという名義での活動は1986年に終了し、その後のウリ・ジョン・ロートは自分自身の名前の下で、クラシックに影響を受けたロックを追求するようになり、さらなる芸術分野へと注力し続けていった。

## ディスコグラフィ

### アルバム
- 『天地震動〜ジミ・ヘンドリックスの魂に捧ぐ』 - Earthquake (1979年、Brain/Metronome Gmbh)
- 『ファイヤー・ウインド』 - Fire Wind (1981年、Brain/Metronome Gmbh)
- 『アストラル・スカイズ〜天空よりの使者』 - Beyond the Astral Skies (1985年、EMI)